# Jezdkovice
Jezdkovice település Csehországban, a Opavai járásban. Jezdkovice Velké Heraltice, Stěbořice, Litultovice, Dolní Životice és Hlavnice településekkel határos. Lakosainak száma 244 fő (2024. január 1.).

## Népesség
A település lakosságának változását az alábbi diagram mutatja:
| Lakosok száma | 291  | 315  | 325  | 284  | 196  | 213  | 244  | 242  | 245  | 244  |
|               | 1869 | 1890 | 1921 | 1950 | 1980 | 2001 | 2017 | 2019 | 2022 | 2024 |